# Votum (Band)
Votum ist eine polnische Progressive-Rock- und Progressive-Metal-Band aus Warschau, die im Jahr 2002 gegründet wurde.

## Geschichte
Die Band wurde im Jahr 2002 gegründet. Noch im selben Jahr erschien das Demo Bow to the Sound. 2006 erschien die Single Jestern, die dem Magazin Heavy Metal Pages beigefügt war. Später im Jahr veränderte sich die Besetzung der Band. Im Jahr 2008 erschien daraufhin das Debütalbum Time Must Have a Stop. Die Veröffentlichung erfolgte über ProgRock Records. Über Mystic Production erschienen die Alben Metafiction (2009) und Harvest (2013). 2014 ersetzte Votum die Band Headspace auf dem ProgPower Europe.
Aktuelles Album ist :Ktonik:, das im Februar 2016 bei Inner Wound Recordings (Alive) erschien.

## Stil
Laut Prog Archives ist auf Bow to the Sound noch klassischer Heavy Metal zu hören. Die Gruppe werde stark durch Bands wie Riverside, Porcupine Tree, Pink Floyd und Opeth beeinflusst. Im Interview mit Detlef Dengler vom Metal Hammer gab der Sänger Maciej Kosiński an, dass die Gruppe nicht die technischen Spielfertigkeiten der Bandmitglieder in den Vordergrund stellen, sondern vielmehr die Musik selbst hervorheben wolle. Laut Dengler hat man sich anfangs an Bands wie Metallica und Iron Maiden und später an Porcupine Tree und Anathema orientiert. Diesen Stilwechsel begründete Kosiński damit, dass die Band ihre einzelnen Einflüsse verarbeiten wollte, was im Heavy Metal nicht funktioniert hätte. Kosiński sei durch Soundtracks von Filmen wie Mr. Brooks – Der Mörder in Dir, The Fountain, Sling Blade – Auf Messers Schneide, Gran Torino, Stay oder The Libertine beeinflusst worden. Dengler schrieb in derselben Ausgabe in seiner Rezension zu Metafiction, dass die Band progressive und moderne Musik spielt und im Windschatten von Riverside sei. Die Lieder seien komplex und zurückhaltend, vorsichtig, atmosphärisch und ohne unnötigen Ballast arrangiert. Die Musik sei mit der von Gruppen wie Anathema, Porcupine Tree und Riverside vergleichbar.

## Diskografie
- 2002: Bow to the Sound (Demo, Eigenveröffentlichung)
- 2006: Jestem (Single, Eigenveröffentlichung)
- 2008: Time Must Have a Stop (Album, ProgRock Records)
- 2009: Metafiction (Album, Mystic Production)
- 2013: Harvest Moon (Album, Mystic Production)
- 2016: :Ktonik: (Album, Inner Wound Recordings (Alive))